# Конгресна дворана у Паризу
Конгресна плата у Паризу  (фр. Palais des congrès de Paris) је концертна дворана и конгресни центар у Паризу, Француска.
Палату је констрисао 1970. архитекта Гијом Жије. Грађена је до 1974. када је и отворена. Фасада је реновивана 1998. Дизајнирао ју је архитекта Christian de Portzamparc.

## Објекти
- Велики амфитеатар: 3.723 седишта
- Амфитеатар Бордо: 650 седишта
- ТВ студио

## Дешавања
- Презентација Награде Цезар: 1976., 1981., 1986., 1987., 1988., 1992., 1995.
- Песма Евровизије 1978.
- презентација Тур де Франса